# Katedrála svatého Sabina
Katedrála svatého Sabina v Bari (Cattedrale di Bari nebo Cattedrale di San Sabino) je katedrála v Bari v italské Apulii. Ačkoli je méně známá než nedaleká bazilika sv. Mikuláše, je hlavním chrámem arcidiecéze Bari-Bitonto. Je zasvěcena sv. Sabinovi z Canosy, což byl biskup z 6. století, jehož ostatky byly do Bari přineseny v 6. století.
Současná budova byla postavena ve 12. a 13. století na místě ruin byzantského chrámu zničeného v 1156 Vilémem I. Sicilským. Po pravé straně transeptu je stále možné vidět stopy původní dlažby.

## Dějiny
Biskupové jsou v Bari doloženi k roku 347. Na arcibiskupy byli povýšeni v 6. století, a již tehdy je v Bari doložena katedrála. Pod současnou hlavní lodí jsou stopy apsidy kostela z prvního tisíciletí. Měl tři lodě a čtvercové sloupy a základy na ose mírně odchýlené od osy současné katedrály. Jeden z mozaikových chodníků nese nápis se jménem biskupa Ondřeje (758-761) a zdá se velmi pravděpodobné, že se jedná o pozůstatky první katedrály, která byla zničena v 9. nebo 10. století.

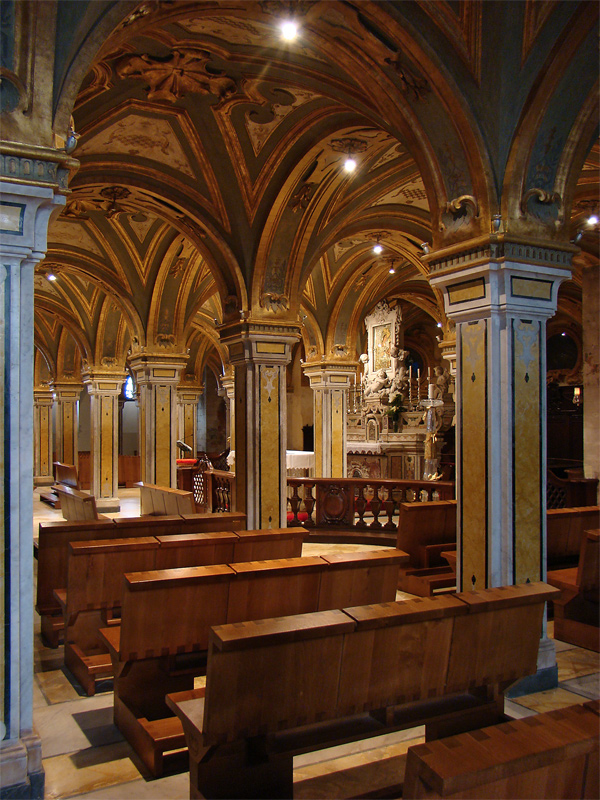
Krypta

V první polovině 11. století tehdejší arcibiskup nařídil výstavbu nové katedrály. Chrám byl dokončen za arcibiskupů Mikuláše I. (1035–1061) a Ondřeje II. (1061–1068), avšak byl v roce 1156 zničen Vilémem I. Sicilským spolu se zbytkem města (ušetřena byla bazilika svatého Mikuláše). Koncem 12. století arcibiskup Rainaldo zahájil rekonstrukci katedrály, k níž se použil materiál z předchozího kostela a dalších zničených budov. Vysvěcena byla 4. října 1292. Nová katedrála byla postavena ve stylu baziliky svatého Mikuláše, která mezitím sloužila jako katedrála.
V 18. století vznikla fasáda a byly provedeny barokní úpravy interiéru chrámu, Trully (bývalého baptistéria, dnes sakristie) a krypty. Tuto přestavbu nařídil arcibiskup Muzio Gaeta a byla provedena podle projektu Domenica Antonia Vaccary. Později budova prošla řadou dalších renovací, demolicí a přístaveb. Původní románský vzhled interiéru byl obnoven v 50. letech 20. století. Poslední dvě renovace proběhly jedna ke konci 20. století, která obnovila románský charakter stavby, a druhá počátkem 21. století, která se týkala interiéru.

## Galerie

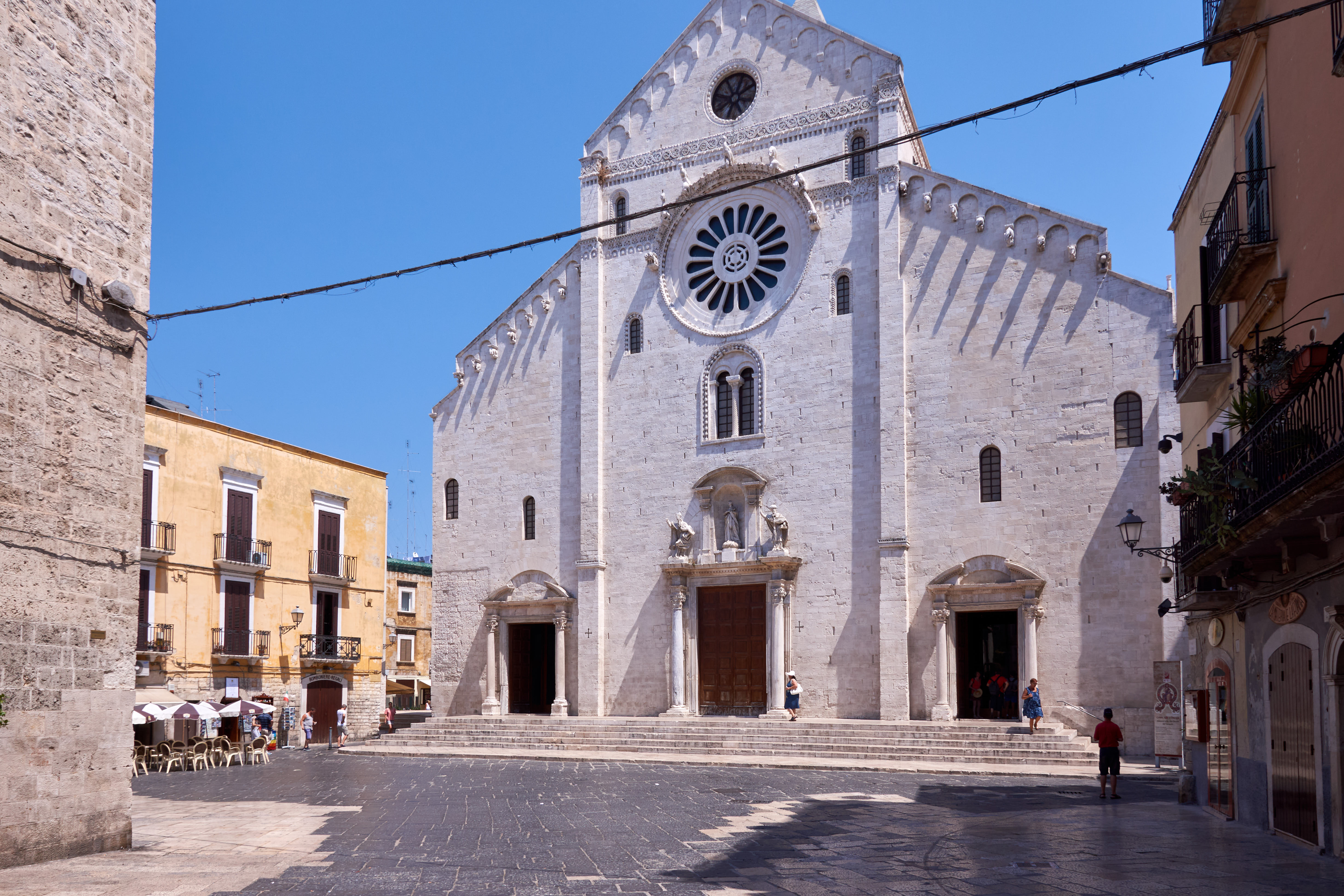
Fasáda
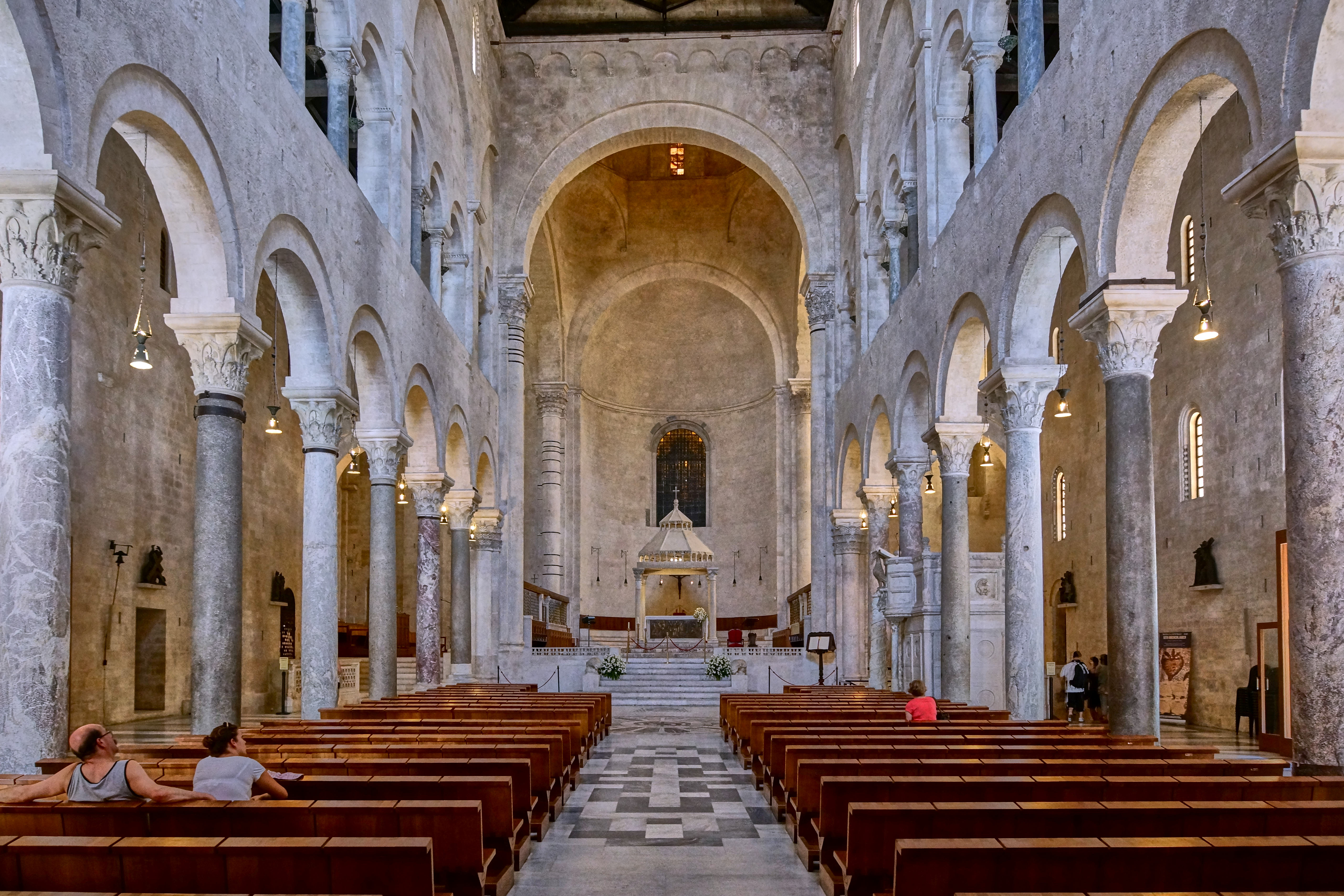
Hlavní loď